# نویی-سور-سن
نویی-سور-سن (Neuilly-sur-Seine) از محله‌های اعیان‌نشین در حومه غربی متروپولیس پاریس، پایتخت فرانسه و گرانقیمت‌ترین منطقه مسکونی در این کشور است.

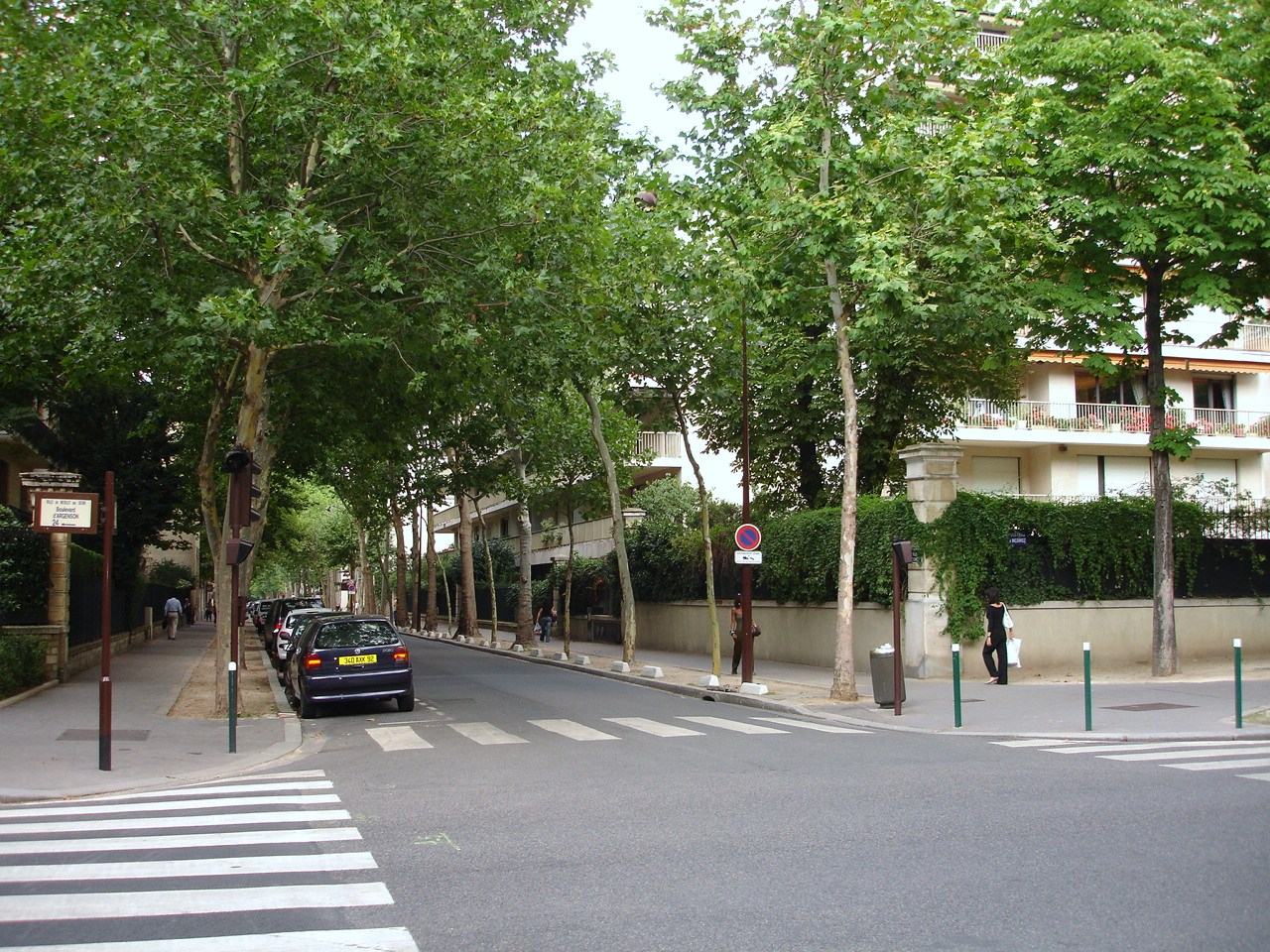
Neuilly sur seine

## شهرهای خواهر
نویی-سور-سن با شهرهای زیر پیوند خواهرخواندگی دارد:
- وینزر، انگلستان
- هانائو، آلمان
- اوکل، بلژیک

## اهالی نویی-سور-سن
- لیلیان بتانکور، سهام‌دار و مالک اصلی شرکت لورئال و ثروتمندترین زن فرانسه
- احمدشاه قاجار، واپسین پادشاه ایران از دودمان قاجار
- آرماند پژو، مؤسس کمپانی خودروسازی پژو
- ناتالی کلیفورد بارنی، نمایش‌نامه‌نویس آمریکایی
- واسیلی کاندینسکی، نقاش و نظریه‌پرداز هنری روسی
- بت دیویس، هنرپیشه آمریکایی و برنده جایزه اسکار
- مارسل داسو، بنیان‌گذار شرکت هوانوردی داسو
- ژان دو لا فونتن، مشهورترین حکایت‌نویس فرانسوی
- روژه مارتن دو گار، نویسنده فرانسوی و برنده جایزه نوبل ادبیات
- ادیت پیاف، خواننده مشهور فرانسوی
- فرانسوا تروفو، فیلمساز، نظریه‌پرداز و منتقد سینمایی برجسته فرانسوی
- کارول بوکه، هنرپیشه فرانسوی
- سوفی مارسو، هنرپیشه فرانسوی